# Camille Muffat
Camille Muffat, född 28 oktober 1989 i Nice, Frankrike, död 9 mars 2015 i La Rioja, Argentina, var en fransk simmare.
Muffat avled i en helikopterolycka i Argentina på väg till en TV-inspelning tillsammans med bland andra idrottarna Florence Arthaud och Alexis Vastine.